# A7 Veliko Tarnovo-Ruse (Bulgarije)
De A7 of Automagistrala Veliko Tarnovo-Ruse (Bulgaars: Автомагистрала „Велико Търново–Русе) is een autosnelweg in aanleg in Bulgarije. Als de weg voltooid is, zal hij van Veliko Tarnovo naar Ruse lopen. De A7 zal dan 118 kilometer lang zijn. In december 2020 werd de openbare aanbesteding uitgeschreven voor de eerste 75 kilometer. In december 2023 begon de aanleg.
A1 - Trakija · 
A2 - Hemoes · 
A3 - Stroema · 
A4 - Maritsa · 
A5 - Tsjerno More · 
A6 - Europa · 
A7 - Veliko Tarnovo-Ruse · 
Noordelijke randweg van Sofia · 
Botevgrad-Vidin expresweg